# NXT TakeOver (Serie)
NXT TakeOver war eine Serie von Wrestling-Großveranstaltungen, die die WWE in regelmäßigen Abständen mit den Rekruten des Performance Centers veranstaltete und die live auf dem WWE Network ausgestrahlt wurden. NXT TakeOver-Veranstaltungen sind üblicherweise auf eine Länge von zwei Stunden ausgelegt, dauerten aber zum Teil auch schon länger. Sie werden mehrmals im Jahr ausgetragen.
Die erste NXT-Großveranstaltung wurde unter dem Namen NXT ArRIVAL im Februar 2014 ausgetragen. Nachdem die darauffolgende Großveranstaltung als NXT TakeOver beworben worden war, setzte sich dieser Name durch und wurde seitdem für sämtliche Großveranstaltungen von NXT genutzt. Zunächst fanden sie ausschließlich in der Full Sail University in Winter Park, Florida, Vereinigte Staaten statt, seit NXT TakeOver: Brooklyn im August 2015 werden sie an wechselnden Orten, meist am Tag vor einem Pay-per-View des Hauptrosters, veranstaltet.
Mit NXT TakeOver: Toronto im November 2016 wurde ein neues Konzept eingeführt: Das Rahmenprogramm für die sogenannten Big Four-Pay-per-Views (Royal Rumble, WrestleMania, SummerSlam und Survivor Series) startet nun mit einem NXT TakeOver-Special am Samstag, bevor am Sonntag die Show selbst stattfindet. Am Montag und Dienstag folgt jeweils eine Ausgabe der wöchentlich ausgestrahlten Shows der WWE Raw und SmackDown Live. Dabei werden alle vier Veranstaltungen teilweise am selben Ort oder sogar in derselben Arena ausgetragen. Dies bedeutet jedoch nicht unbedingt, dass ein NXT TakeOver ausschließlich vor einem der Big-Four-Pay-per-Views stattfinden kann. So wurde NXT TakeOver: Chicago im Mai 2017 vor dem weniger bedeutsamen Pay-per-View Backlash veranstaltet.

## Liste der NXT-Veranstaltungen
| #  | Veranstaltung                         | Datum                           | Veranstaltungsort                      | Stadt                                          | Hauptmatch                                                                                                  |
| -- | ------------------------------------- | ------------------------------- | -------------------------------------- | ---------------------------------------------- | --- |
| 01 | NXT TakeOver                          | 29. Mai 2014                    | Full Sail University                   | Winter Park, Florida, Vereinigte Staaten       | Adrian Neville (C) vs. Tyson Kidd um die NXT Championship                                                   |
| 02 | NXT TakeOver: Fatal-4-Way             | 11. September 2014              | Full Sail University                   | Winter Park, Florida, Vereinigte Staaten       | Adrian Neville (C) vs. Tyson Kidd vs. Sami Zayn vs. Tyler Breeze um die NXT Championship                    |
| 03 | NXT TakeOver: R Evolution             | 11. Dezember 2014               | Full Sail University                   | Winter Park, Florida, Vereinigte Staaten       | Adrian Neville (C) vs. Sami Zayn um die NXT Championship                                                    |
| 04 | NXT TakeOver: Rival                   | 11. Februar 2015                | Full Sail University                   | Winter Park, Florida, Vereinigte Staaten       | Sami Zayn (C) vs. Kevin Owens um die NXT Championship                                                       |
| 05 | NXT TakeOver: Unstoppable             | 20. Mai 2015                    | Full Sail University                   | Winter Park, Florida, Vereinigte Staaten       | Kevin Owens (C) vs. Sami Zayn um die NXT Championship                                                       |
| 06 | NXT TakeOver: Brooklyn                | 22. August 2015                 | Barclays Center                        | New York City, New York, Vereinigte Staaten    | Finn Bálor (C) vs. Kevin Owens um die NXT Championship                                                      |
| 07 | NXT TakeOver: Respect                 | 07. Oktober 2015                | Full Sail University                   | Winter Park, Florida, Vereinigte Staaten       | Bayley (C) vs. Sasha Banks um die NXT Women’s Championship                                                  |
| 08 | NXT TakeOver: London                  | 16. Dezember 2015               | Wembley Arena                          | London, England, Vereinigtes Königreich        | Finn Bálor (C) vs. Samoa Joe um die NXT Championship                                                        |
| 09 | NXT TakeOver: Dallas                  | 01. April 2016                  | Kay Bailey Hutchison Convention Center | Dallas, Texas, Vereinigte Staaten              | Finn Bálor (C) vs. Samoa Joe um die NXT Championship                                                        |
| 10 | NXT TakeOver: The End                 | 08. Juni 2016                   | Full Sail University                   | Winter Park, Florida, Vereinigte Staaten       | Samoa Joe (C) vs. Finn Bálor um die NXT Championship                                                        |
| 11 | NXT TakeOver: Brooklyn II             | 20. August 2016                 | Barclays Center                        | New York City, New York, Vereinigte Staaten    | Samoa Joe (C) vs. Shinsuke Nakamura um die NXT Championship                                                 |
| 12 | NXT TakeOver: Toronto                 | 19. November 2016               | Air Canada Centre                      | Toronto, Ontario, Kanada                       | Shinsuke Nakamura (C) vs. Samoa Joe um die NXT Championship                                                 |
| 13 | NXT TakeOver: San Antonio             | 28. Januar 2017                 | Freeman Coliseum                       | San Antonio, Texas, Vereinigte Staaten         | Shinsuke Nakamura (C) vs. Bobby Roode um die NXT Championship                                               |
| 14 | NXT TakeOver: Orlando                 | 01. April 2017                  | Amway Center                           | Orlando, Florida, Vereinigte Staaten           | Bobby Roode (C) vs. Shinsuke Nakamura um die NXT Championship                                               |
| 15 | NXT TakeOver: Chicago                 | 20. Mai 2017                    | Allstate Arena                         | Rosemont, Illinois, Vereinigte Staaten         | The Authors of Pain (C) vs. #DIY um die NXT Tag Team Championship                                           |
| 16 | NXT TakeOver: Brooklyn III            | 19. August 2017                 | Barclays Center                        | New York City, New York, Vereinigte Staaten    | Bobby Roode (C) vs. Drew McIntyre um die NXT Championship                                                   |
| 17 | NXT TakeOver: WarGames                | 18. November 2017               | Toyota Center                          | Houston, Texas, Vereinigte Staaten             | Roderick Strong & The Authors of Pain vs. SAnitY vs. The Undisputed Era                                     |
| 18 | NXT TakeOver: Philadelphia            | 27. Januar 2018                 | Wells Fargo Center                     | Philadelphia, Pennsylvania, Vereinigte Staaten | Andrade Almas (C) vs. Johnny Gargano um die NXT Championship                                                |
| 19 | NXT TakeOver: New Orleans             | 07. April 2018                  | Smoothie King Center                   | New Orleans, Louisiana, Vereinigte Staaten     | Johnny Gargano vs. Tommaso Ciampa                                                                           |
| 20 | NXT TakeOver: Chicago II              | 16. Juni 2018                   | Allstate Arena                         | Rosemont, Illinois, Vereinigte Staaten         | Johnny Gargano vs. Tommaso Ciampa                                                                           |
| 21 | NXT TakeOver: Brooklyn 4              | 18. August 2018                 | Barclays Center                        | New York City, New York, Vereinigte Staaten    | Tommaso Ciampa (C) vs. Johnny Gargano um die NXT Championship                                               |
| 22 | NXT TakeOver: WarGames II             | 17. November 2018               | Staples Center                         | Los Angeles, Kalifornien, Vereinigte Staaten   | Pete Dunne, Ricochet & War Raiders vs. The Undisputed Era                                                   |
| 23 | NXT TakeOver: Phoenix                 | 26. Januar 2019                 | Talking Stick Resort Arena             | Phoenix, Arizona, Vereinigte Staaten           | Tommaso Ciampa (C) vs. Aleister Black um die NXT Championship                                               |
| 24 | NXT TakeOver: New York                | 05. April 2019                  | Barclays Center                        | New York City, New York, Vereinigte Staaten    | Johnny Gargano vs. Adam Cole um die vakante NXT Championship                                                |
| 25 | NXT TakeOver: XXV                     | 01. Juni 2019                   | Webster Bank Arena                     | Bridgeport, Connecticut, Vereinigte Staaten    | Johnny Gargano (C) vs. Adam Cole um die NXT Championship                                                    |
| 26 | NXT TakeOver: Toronto                 | 10. August 2019                 | Scotiabank Arena                       | Toronto, Ontario, Kanada                       | Adam Cole (C) vs. Johnny Gargano um die NXT Championship                                                    |
| 27 | NXT TakeOver: WarGames III            | 23. November 2019               | Allstate Arena                         | Rosemont, Illinois, Vereinigte Staaten         | The Undisputed Era vs. Tommaso Ciampa, Keith Lee, Dominik Dijakovic & Kevin Owens                           |
| 28 | NXT TakeOver: Portland                | 16. Februar 2020                | Moda Center                            | Portland, Oregon, Vereinigte Staaten           | Adam Cole (C) vs. Tommaso Ciampa um die NXT Championship                                                    |
| 29 | NXT TakeOver: In Your House           | 07. Juni 2020                   | Full Sail University                   | Winter Park, Florida, Vereinigte Staaten       | Charlotte Flair (C) vs. Rhea Ripley vs. Io Shirai um die NXT Women’s Championship                           |
| 30 | NXT TakeOver: XXX                     | 22. August 2020                 | Full Sail University                   | Winter Park, Florida, Vereinigte Staaten       | Keith Lee (C) vs. Karrion Kross um die NXT Championship                                                     |
| 31 | NXT TakeOver: Takeoff to NXT TakeOver | 04. Oktober 2020                | Capitol Wrestling Center               | Orlando, Florida, Vereinigte Staaten           | Finn Bálor (C) vs. Kyle O’Reilly um die NXT Championship                                                    |
| 32 | NXT TakeOver: WarGames IV             | 06. Dezember 2020               | Capitol Wrestling Center               | Orlando, Florida, Vereinigte Staaten           | The Undisputed Era vs. The Kings of NXT                                                                     |
| 33 | NXT TakeOver: Vengeance Day           | 14. Februar 2021                | Capitol Wrestling Center               | Orlando, Florida, Vereinigte Staaten           | Finn Bálor (C) vs. Pete Dunne um die NXT Championship                                                       |
| 34 | NXT TakeOver: Stand and Deliver       | 07. April 2021 & 08. April 2021 | Capitol Wrestling Center               | Orlando, Florida, Vereinigte Staaten           | Io Shirai (C) vs. Raquel González um die NXT Women’s Championship Kyle O’Reilly vs. Adam Cole               |
| 35 | NXT TakeOver: In Your House II        | 13. Juni 2021                   | Capitol Wrestling Center               | Orlando, Florida, Vereinigte Staaten           | Karrion Kross (C) vs. Adam Cole vs. Johnny Gargano vs. Kyle O’Reilly vs. Pete Dunne um die NXT Championship |
| 36 | NXT TakeOver: 36                      | 22. August 2021                 | Capitol Wrestling Center               | Orlando, Florida, Vereinigte Staaten           | Karrion Kross (C) vs. Samoa Joe um die NXT Championship                                                     |

## Liste der NXT-UK-Veranstaltungen
| #  | Veranstaltung                 | Datum           | Veranstaltungsort | Stadt                          | Hauptmatch                                                           |
| -- | ----------------------------- | --------------- | ----------------- | ------------------------------ | -------------------------------------------------------------------- |
| 01 | NXT UK TakeOver: Blackpool    | 12. Januar 2019 | Empress Ballroom  | Blackpool, Lancashire, England | Pete Dunne (C) vs. Joe Coffey um die WWE United Kingdom Championship |
| 02 | NXT UK TakeOver: Cardiff      | 31. August 2019 | Motorpoint Arena  | Cardiff, Wales                 | Walter (C) vs. Tyler Bate um die WWE United Kingdom Championship     |
| 03 | NXT UK TakeOver: Blackpool II | 12. Januar 2020 | Empress Ballroom  | Blackpool, Lancashire, England | Walter (C) vs. Joe Coffey um die WWE United Kingdom Championship     |